# Ungerns Grand Prix 2024
Ungerns Grand Prix 2024, officiellt Formula 1 Hungarian Grand Prix 2024, var ett Formel 1-lopp som kördes den 21 juli 2024 på Hungaroring i Mogyoród, Ungern. Loppet var det trettonde loppet ingående i Formel 1-säsongen 2024 och kördes över 70 varv.
Loppet vanns av Oscar Piastri, som därmed tog sin första seger i Formel 1. Piastri blev även den första förare född på 2000-talet att vinna ett Formel 1-lopp. Piastris teamkamrat Lando Norris kom på andra plats, vilket blev McLarens första dubbelseger sedan Italiens Grand Prix 2021. Lewis Hamilton i Mercedes kom trea, och tog sitt 200:e podium.

## Ställning i mästerskapet före loppet
| Pos. | Förare            | Poäng |
| ---- | ----------------- | ----- |
| 1 ▬  | Max Verstappen    | 255   |
| 2 ▬  | Lando Norris      | 171   |
| 3 ▬  | Charles Leclerc   | 150   |
| 4 ▬  | Carlos Sainz, Jr. | 146   |
| 5 ▬  | Oscar Piastri     | 124   |

| Pos. | Konstruktör           | Poäng |
| ---- | --------------------- | ----- |
| 1 ▬  | Red Bull              | 373   |
| 2 ▬  | Ferrari               | 302   |
| 3 ▬  | McLaren-Mercedes      | 295   |
| 4 ▬  | Mercedes              | 221   |
| 5 ▬  | Aston Martin-Mercedes | 68    |

- Notering: Endast de fem bästa placeringarna i vardera mästerskap finns med på listorna.

## Kvalet
Kvalet kördes den 20 juli 2024, klockan 16:00 lokal tid (UTC+2).
Lando Norris i McLaren tog karriärens tredje pole position, före teamkamraten Oscar Piastri och Max Verstappen i Red Bull. Detta var första gången sedan Brasiliens Grand Prix 2012 som båda McLarenbilarna startade i första startled.
| Pos.                     | Nr. | Förare           | Konstruktör                  | Kvaltider | Kvaltider | Kvaltider | Start- grid |
| Pos.                     | Nr. | Förare           | Konstruktör                  | Q1        | Q2        | Q3        | Start- grid |
| ------------------------ | --- | ---------------- | ---------------------------- | --------- | --------- | --------- | ----------- |
| 1                        | 4   | Lando Norris     | McLaren-Mercedes             | 1:17.755  | 1:15.540  | 1:15.227  | 1           |
| 2                        | 81  | Oscar Piastri    | McLaren-Mercedes             | 1:17.504  | 1:15.785  | 1:15.249  | 2           |
| 3                        | 1   | Max Verstappen   | Red Bull Racing-Honda RBPT   | 1:17.087  | 1:15.770  | 1:15.273  | 3           |
| 4                        | 55  | Carlos Sainz Jr. | Ferrari                      | 1:17.244  | 1:15.885  | 1:15.696  | 4           |
| 5                        | 44  | Lewis Hamilton   | Mercedes                     | 1:17.087  | 1:16.307  | 1:15.854  | 5           |
| 6                        | 16  | Charles Leclerc  | Ferrari                      | 1:17.437  | 1:15.891  | 1:15.905  | 6           |
| 7                        | 14  | Fernando Alonso  | Aston Martin Aramco-Mercedes | 1:17.624  | 1:16.117  | 1:16.043  | 7           |
| 8                        | 18  | Lance Stroll     | Aston Martin Aramco-Mercedes | 1:17.405  | 1:16.075  | 1:16.244  | 8           |
| 9                        | 3   | Daniel Ricciardo | RB-Honda RBPT                | 1:17.050  | 1:16.202  | 1:16.447  | 9           |
| 10                       | 22  | Yuki Tsunoda     | RB-Honda RBPT                | 1:17.436  | 1:16.121  | 1:16.477  | 10          |
| 11                       | 27  | Nico Hülkenberg  | Haas-Ferrari                 | 1:17.362  | 1:16.317  | N/A       | 11          |
| 12                       | 77  | Valtteri Bottas  | Kick Sauber-Ferrari          | 1:17.487  | 1:16.384  | N/A       | 12          |
| 13                       | 23  | Alexander Albon  | Williams-Mercedes            | 1:17.280  | 1:16.429  | N/A       | 13          |
| 14                       | 2   | Logan Sargeant   | Williams-Mercedes            | 1:17.770  | 1:16.543  | N/A       | 14          |
| 15                       | 20  | Kevin Magnussen  | Haas-Ferrari                 | 1:17.851  | 1:16.548  | N/A       | 15          |
| 16                       | 11  | Sergio Pérez     | Red Bull Racing-Honda RBPT   | 1:17.886  | N/A       | N/A       | 16          |
| 17                       | 63  | George Russell   | Mercedes                     | 1:17.968  | N/A       | N/A       | 17          |
| 18                       | 24  | Zhou Guanyu      | Kick Sauber-Ferrari          | 1:18.037  | N/A       | N/A       | 18          |
| 19                       | 31  | Esteban Ocon     | Alpine-Renault               | 1:18.049  | N/A       | N/A       | 19          |
| 20                       | 10  | Pierre Gasly     | Alpine-Renault               | 1:18.166  | N/A       | N/A       | PL1         |
| 107 %-gränsen: 1:22.4432 |     |                  |                              |           |           |           |             |
| Källor:                  |     |                  |                              |           |           |           |             |

Noter
- ^1  – Pierre Gasly kvalade på 20:e plats, men fick starta loppet från depån då han bytt ut delar i power unit under parc fermé.[9]
- ^2  – Då kvalet kördes på blött underlag tillämpades inte 107 %-gränsen.[10]

## Loppet
Loppet kördes den 21 juli 2024, klockan 15:00 lokal tid (UTC+2), och kördes över 70 varv.
| Pos.                                                           | Nr. | Förare           | Konstruktör                  | Varv | Tid/Bröt    | Placering | Poäng |
| -------------------------------------------------------------- | --- | ---------------- | ---------------------------- | ---- | ----------- | --------- | ----- |
| 1                                                              | 81  | Oscar Piastri    | McLaren-Mercedes             | 70   | 1:38:01.989 | 2         | 25    |
| 2                                                              | 4   | Lando Norris     | McLaren-Mercedes             | 70   | +2.141      | 1         | 18    |
| 3                                                              | 44  | Lewis Hamilton   | Mercedes                     | 70   | +14.880     | 5         | 15    |
| 4                                                              | 16  | Charles Leclerc  | Ferrari                      | 70   | +19.686     | 6         | 12    |
| 5                                                              | 1   | Max Verstappen   | Red Bull Racing-Honda RBPT   | 70   | +21.349     | 3         | 10    |
| 6                                                              | 55  | Carlos Sainz Jr. | Ferrari                      | 70   | +23.073     | 4         | 8     |
| 7                                                              | 11  | Sergio Pérez     | Red Bull Racing-Honda RBPT   | 70   | +39.792     | 16        | 6     |
| 8                                                              | 63  | George Russell   | Mercedes                     | 70   | +42.368     | 17        | 51    |
| 9                                                              | 22  | Yuki Tsunoda     | RB-Honda RBPT                | 70   | +1:17.259   | 10        | 2     |
| 10                                                             | 18  | Lance Stroll     | Aston Martin Aramco-Mercedes | 70   | +1:17.976   | 8         | 1     |
| 11                                                             | 14  | Fernando Alonso  | Aston Martin Aramco-Mercedes | 70   | +1:22.460   | 7         |       |
| 12                                                             | 3   | Daniel Ricciardo | RB-Honda RBPT                | 69   | +1 varv     | 9         |       |
| 13                                                             | 27  | Nico Hülkenberg  | Haas-Ferrari                 | 69   | +1 varv     | 11        |       |
| 14                                                             | 23  | Alexander Albon  | Williams-Mercedes            | 69   | +1 varv     | 13        |       |
| 15                                                             | 20  | Kevin Magnussen  | Haas-Ferrari                 | 69   | +1 varv     | 15        |       |
| 16                                                             | 77  | Valtteri Bottas  | Kick Sauber-Ferrari          | 69   | +1 varv     | 12        |       |
| 17                                                             | 2   | Logan Sargeant   | Williams-Mercedes            | 69   | +1 varv     | 14        |       |
| 18                                                             | 31  | Esteban Ocon     | Alpine-Renault               | 69   | +1 varv     | 19        |       |
| 19                                                             | 24  | Zhou Guanyu      | Kick Sauber-Ferrari          | 69   | +1 varv     | 18        |       |
| DNF                                                            | 10  | Pierre Gasly     | Alpine-Renault               | 33   | Hydraulik   | PL        |       |
| Snabbaste varv: George Russell (Mercedes) – 1:20.305 (varv 55) |     |                  |                              |      |             |           |       |
| Källor:                                                        |     |                  |                              |      |             |           |       |

Noter
- ^1 – Inkluderar en poäng för snabbaste varv.[12]

## Ställning i mästerskapet efter loppet
| Pos. | Förare            | Poäng |
| ---- | ----------------- | ----- |
| 1 ▬  | Max Verstappen    | 265   |
| 2 ▬  | Lando Norris      | 189   |
| 3 ▬  | Charles Leclerc   | 162   |
| 4 ▬  | Carlos Sainz, Jr. | 154   |
| 5 ▬  | Oscar Piastri     | 149   |

| Pos.  | Konstruktör           | Poäng |
| ----- | --------------------- | ----- |
| 1 ▬   | Red Bull              | 389   |
| 2 ▲ 1 | McLaren-Mercedes      | 338   |
| 3 ▼ 1 | Ferrari               | 322   |
| 4 ▬   | Mercedes              | 241   |
| 5 ▬   | Aston Martin-Mercedes | 69    |

- Notering: Endast de fem bästa placeringarna i vardera mästerskap finns med på listorna.